# Goce Georgievski
Goce Georgievski (Skopje, 12 de febrero de 1987) es un jugador de balonmano macedonio que juega de extremo derecho en el RK Vardar. Es internacional con la selección de balonmano de Macedonia del Norte.

## Palmarés

### Metalurg
- Liga de Macedonia de balonmano (5): 2008, 2010, 2011, 2012, 2014
- Copa de Macedonia de balonmano (4): 2007, 2010, 2011, 2013

### Vardar
- Liga de Macedonia del Norte de balonmano (2): 2021, 2022
- Copa de Macedonia del Norte de balonmano (2): 2021, 2022

## Clubes
- RK Metalurg Skopje (2006-2015)
- Fenix Toulouse HB (2015-2016)
- CSM București (2016-2020)
- RK Vardar (2020- )